# Bernard Berger
Pour les articles homonymes, voir Berger (homonymie).
Bernard Berger (né le 31 mars 1957 à Nouméa) est un scénariste et dessinateur de bandes dessinées calédonien. Il est le créateur de la Brousse en folie et de la série Les Fables du Caillou.

## Biographie
En 1983, Bernard Berger publie les premières pages de la série de la Brousse en folie dans un hebdomadaire de Nouméa. En 1984 il publie, à compte d'auteur, le premier album. Depuis 1986 le rythme des publications est passé à un par an et une société d'édition est née : la Brousse en folie SARL. 
Bernard Berger est un membre actif de l'AENC, l'association des écrivains de Nouvelle-Calédonie.
Professeur d'arts plastiques et de cinéma au lycée Lapérouse à Nouméa, il prend sa retraite en 2011.
Il travaille également depuis 2014 sur une série de dessins animés en français, anglais et en langues vernaculaires, Les Fables du Caillou. Entre 2014 et 2022, 18 épisodes ont ainsi été réalisés.
Parallèlement, une collection de livres pour enfant a vu le jour sous la collection Les Fables du Caillou. 

## Production
- La Brousse en folie, série de BD, 24 albums,
- Le sentier des hommes, série de BD, scénarisée par Berger et dessinée par Jar, dont Éternités (1998), Langages (1998), 1878 (1999), Écorces (2001),
- Le petit Marcel illustré, série de BD,
- La terrible vengeance d'Inti (illustration du conte de Guillaume Berger, son fils),
- Les Fables du Caillou, dessin animé,
- La fabuleuse histoire du destin commun : 
  - On ne refait pas l'histoire (1774-1900)[3],[4] (2012)  (ISBN 9782914544467),
  - Le pays d'entre-deux (1900-1957) (2014) (ISBN 9782914544566),